# Колонела
Колонѐла (на италиански: Colonnella) е малко градче и община в Южна Италия, провинция Терамо, регион Абруцо. Разположено е на 303 m надморска височина. Населението на общината е 3747 души (към 2010 г.).